# Martin Tyler

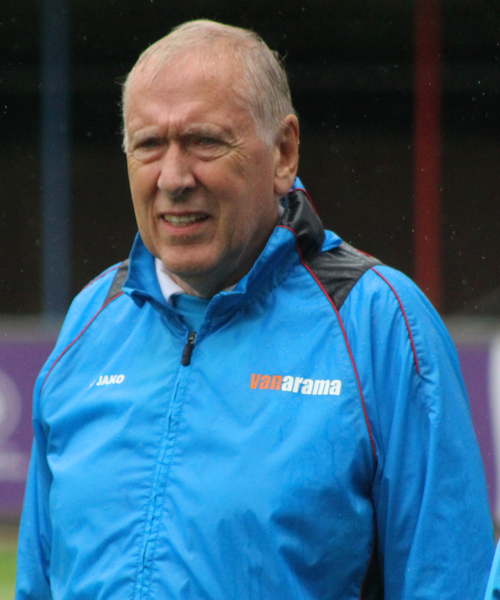
Martin Tyler, 2017

Martin Tyler (* 14. September 1945 in Chester, England) ist ein britischer Fußballkommentator. Er wurde zum Premier-League-Kommentator des letzten Jahrzehnts gewählt. Seine Stimme zählt zu den bekanntesten im englischen Fußball. Tyler kommentiert Premier-League-Spiele sowie Europapokal und Weltmeisterschaftsbegegnungen.

## Spielerkarriere
Tyler spielte vor seiner Zeit als Kommentator Fußball für die University of East Anglia in Norwich von 1964 bis 1968, während seines Soziologie-Studiums. Nach seinem Studium war der Engländer bei den Corinthian Casuals aus Tolworth in der englischen Amateurliga Isthmian League tätig. Nachdem Tyler den Job als Kommentator bei den Londoner Sender LWT annahm, spielte er nunmehr in der Auswahlmannschaft "Commentators XI".

## Kommentatorenkarriere
Nach seinem Examen auf der Universität war Tyler beteiligt an der englischen Fußball-Bibel Marshall Cavendish's Book of Football. Des Weiteren war er Ghostwriter vom englischen Fußballanalytiker Jimmy Hill in dessen Kolumne für die Times. Nach Drängen von Hill nahm er eine Stelle bei LWT an und kommentierte einige wichtige Spiele für den Londoner Regionalsender. Nach dem Rauswurf des ITV-Moderators Gerry Williams wurde Tyler sein Nachfolger und wurde immer mehr bekannt. Sein erstes großes kommentiertes Spiel für ein größeres Publikum war die englische Zweitligabegegnung zwischen FC Southampton und Sheffield Wednesday. Nach guten Leistungen als Kommentator bekam er 1976 einen Job bei Yorkshire Television, was ihm auch zum Kreis der Kommentatoren für England bei der Fußball-Weltmeisterschaft 1978 werden ließ. 1979 kommentierte er sein erstes Europapokalfinale, Nottingham Forest gegen Malmö FF im Landesmeisterpokal, welches die Engländer 1:0 gewannen. 1982 kommentierte er sein erstes WM-Finale. In den 80er Jahren wurde er die vorherrschende Stimme bei wichtigen englischen und internationalen Fußballspielen in England. 1991 kam Tyler zu Sky Sports. Seit 2006 arbeitet der Engländer für den australischen Sender SBS bei Großereignissen wie WM oder EM. Sein Hauptarbeitgeber bleibt aber Sky Sports. Tyler wurde 2005 zum wichtigsten Premier-League-Kommentator der 90er Jahre gewählt. Neben Fußball kommentiert er noch Netball, Cricket und Baseball.
Außerdem übernimmt er derzeit zusammen mit Alan Smith, Alan McInally, Clive Tyldesley und Andy Townsend jährlich die Rolle als einer der britischen Kommentatoren in der Videospiel-Reihe FIFA.